# Ilex aracamuniana
Ilex aracamuniana är en järneksväxtart som beskrevs av J.A. Steyermark. Ilex aracamuniana ingår i släktet järnekar, och familjen järneksväxter. Inga underarter finns listade i Catalogue of Life.